# Југословенски Американци
Југословенски Американци су Американци потпуног или делимичног југословенског порекла. У анкетама заједнице из 2016. било је 276.360 људи који су навели југословенско или југословенско-америчко као своје етничко порекло; смањење од 16% у односу на попис из 2000. године када их је било преко 328.000.
Укупан број Американаца чије порекло лежи у бившој Југославији је непознат због супротстављених дефиниција и идентификација; у опадајућем редоследу, то су према истраживању америчке заједнице из 2016. године:
| Етничка група            | Број     |
| ------------------------ | -------- |
| хрватски Американци      | 410.003  |
| југословенски Американци | 276.360  |
| српски Американци        | 189.425  |
| словеначки Американци    | 172.511  |
| босански Американци      | 125.793  |
| македонски Американци    | 57.221   |
| црногорски Американци    | Непознат |